# 1926年香港
|        | 香港歷史 \| 香港歷史年表                                                                                                   |
| 世紀： | 19世紀香港 \| 20世紀香港 \| 21世紀香港                                                                                     |
| 年代： | 1890年代香港 \| 1900年代香港 \| 1910年代香港 \| 1920年代香港 \| 1930年代香港 \| 1940年代香港 \| 1950年代香港               |
| 年份： | 1922年香港 \| 1923年香港 \| 1924年香港 \| 1925年香港 \| 1926年香港 \| 1927年香港 \| 1928年香港 \| 1929年香港 \| 1930年香港 |
| 紀年： | 丙寅年（虎年）、香港開埠85周年                                                                                             |

## 大事記
- 政府財政收入為2,114萬港元，支出2,352萬[1]。
- 總人口為71萬，外國人佔1.9萬[1]。

### 1月
- 1月1日——香港大酒店發生大火，正門內一架電梯突然洩漏電火，焚著油渣，電火沿電梯向上燒，更蔓延至6樓並燒通頂，焚燒達數小時，一名英籍救火水兵傷重死亡[1][2]。
- 1月5日——香港大罷工繼續堅持，據統計，罷工後香港每日損失250萬元，是日香港華商代表李石泉等返港滙報赴廣東磋商經過，謂廣州方面因香港代表只負責經濟責任，其餘條件不能負責，要求港方改派全權代表赴廣東再商[3]:2367。
- 1月6日——國軍司令官蔣中正表示，香港是革命政府的頭號敵人。
- 1月19日——港督金文泰密電殖民地部，要求注意新界租約問題。
- 1月21日——香港政府發表公報稱，為解決省港罷工事件，願隨時續開談判，惟就已往情形觀之，目下續派代表團赴廣州無濟於事，故聽廣州政府表明誠意，再定辦法[3]:2381。

### 2月
- 2月15日——粉嶺狩獵會首次在粉嶺軍地馬場舉行首次賽事。

### 3月
- 3月10日——紅磡蕪湖街發生炸彈爆炸，1死7傷[1]。
- 3月13日——佐治王子在港督府主持授勳儀式；教宗庇護十一世委任恩理覺為香港代牧區第4任代牧。
- 3月15日——華商天安輪遇劫。
- 3月25日——華商新疆輪被劫。

### 4月
- 4月14日——干諾道中大東酒店4樓87號房住客被偷去巨款10,600元。[4]
- 4月23日——新界鄉議局正式成立。
- 4月28日——港府派印籍兵200餘名運軍械至澳門，協助鎮壓當地罷工[1]。

### 5月
- 5月1日——天主教將新界劃分為西貢、大埔及離島3區[1]；當局委任修頓爵士出任輔政司。
- 5月27日——香港富商遮打爵士逝世，終年79歲[1]。

### 6月
- 6月13日——恩理覺神父祝聖為主教。

### 7月
- 7月19日——受颱風殘餘相關的西南氣流影響，午夜開始香港下暴雨，凌晨至早上雨勢最大，天文台錄得單日最高雨量534.1毫米，為有紀錄以來最高。滂沱大雨造成全港多處水浸及山泥傾瀉，山頂纜車服務停頓一個星期，4名工人和1名印度籍士兵死亡，另有1男1女兒童被沖走失蹤[5]。

### 9月
- 9月23日——中國國民黨中央政治會議決定，取消封鎖港澳政策。
- 9月27日——七號最高風球（今十號颶風信號）懸掛8小時半，港內釀成27死3傷[6][7][8][9][10][11]，境外香港漁民則有130餘人於9月28日早上在陽江因風溺斃[11]。

### 10月
- 10月1日——華商新豐輪遇劫。
- 10月19日——筲箕灣同安船廠，晚上麥才醉酒後返回船廠，以斧頭殺死李雲。

### 11月
- 著名政商界人物周壽臣獲委任為香港行政局首位華人議員。
- 11月11日——法國郵輪河內號被劫。
- 11月15日——怡和洋行新寧輪遇劫。
- 11月19日——華商威海輪被劫。
- 11月21日——瑞典王儲及王妃抵港旅遊。[1]
- 11月25日——大澳大火，燒屋300多間，200多隻豬燒死[12]；一架英國軍用飛機在九龍城作飛行表演期間失事墜毀，兩名機師喪生。

### 12月
- 12月7日——澳督巴波沙訪港，港督府設宴歡迎。

## 逝世人物
- 5月27日，遮打爵士（79歲），香港富商。